# Wilhelm Sokol

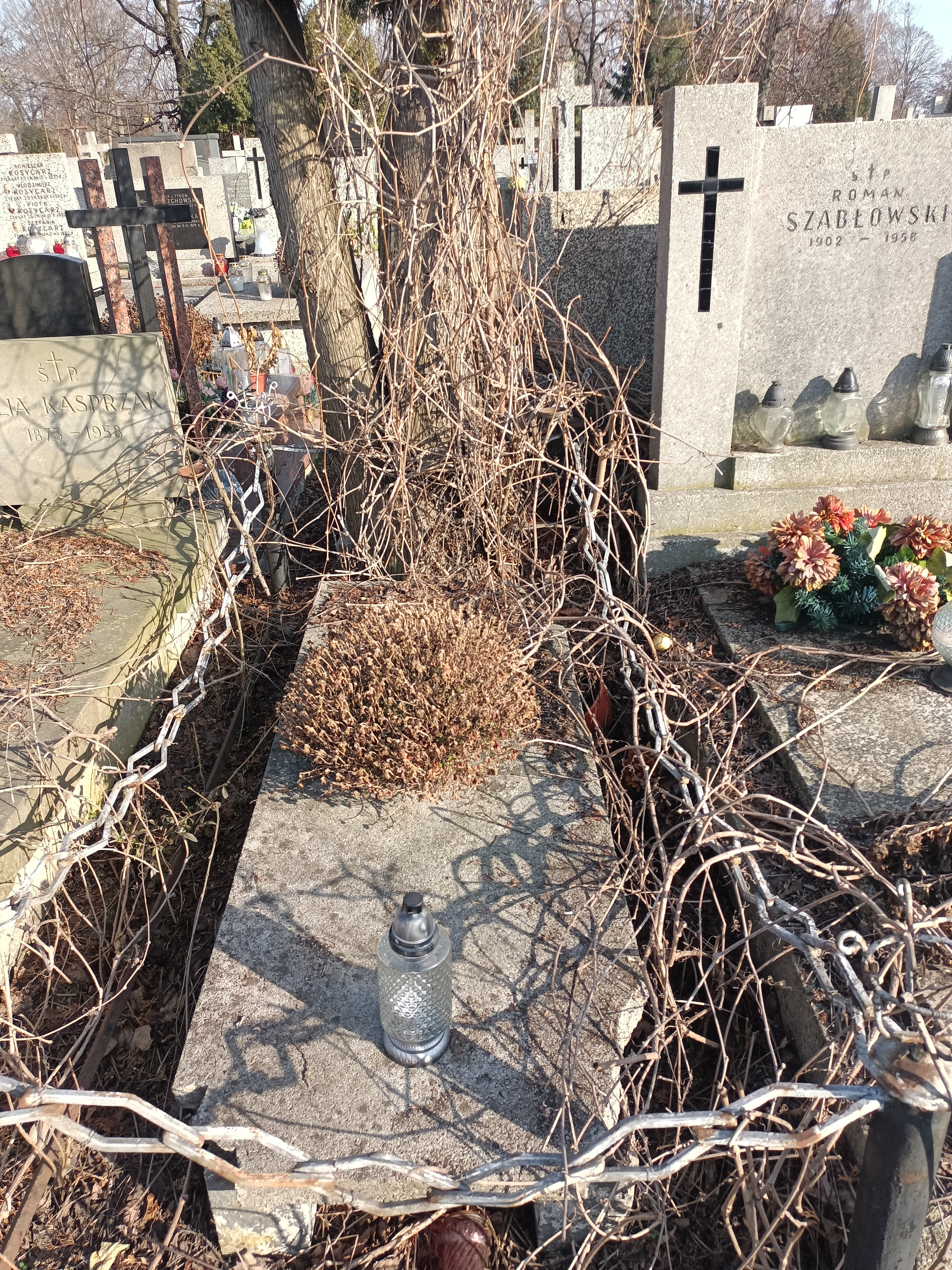
Grób Wilhelma Sokola na cmentarzu bródnowskim w Warszawie

Wilhelm Wacław Sokol (ur. 27 lutego 1892, zm. po 1933) – major piechoty Wojska Polskiego.

## Życiorys
Urodził się 27 lutego 1892.
W czasie I wojny światowej walczył w szeregach cesarskiej i królewskiej Armii. Jego oddziałem macierzystym był Batalion Strzelców Polnych Nr 13. Na stopień porucznika został mianowany ze starszeństwem z 1 listopada 1914, a na stopień nadporucznika ze starszeństwem z 1 sierpnia 1916 w korpusie oficerów rezerwy piechoty.
7 lipca 1919 został przyjęty do Wojska Polskiego z byłej armii austro-węgierskiej z zatwierdzeniem posiadanego stopnia porucznika ze starszeństwem z 1 sierpnia 1916, zaliczony do I Rezerwy armii z jednoczesnym powołaniem do służby czynnej na czas wojny i przydzielony do Batalionu Zapasowego 18 Pułku Piechoty.
W 1921 pełnił służbę w 20 Pułku Piechoty. 3 maja 1922 został zweryfikowany w stopniu majora ze starszeństwem z 1 czerwca 1919 i 455. lokatą w korpusie oficerów piechoty. W lipcu tego roku został przeniesiony do 6 Pułku Piechoty Legionów na stanowisko dowódcy batalionu sztabowego. W kwietniu 1924 został zatwierdzony na stanowisku komendanta kadry baonu zapasowego w Warszawie. W tym samym roku został komendantem składnicy wojennej. W październiku 1926 został przeniesiony do 11 Pułku Piechoty w Tarnowskich Górach na stanowisko dowódcy III batalionu. W listopadzie 1927 został przeniesiony do kadry oficerów piechoty z równoczesnym przeniesieniem służbowym do Powiatowej Komendy Uzupełnień Tarnowskie Góry na okres sześciu miesięcy, w celu odbycia praktyki poborowej. W kwietniu 1928 został przeniesiony do 37 Pułku Piechoty w Kutnie na stanowisko dowódcy III batalionu, detaszowanego w Łęczycy. W marcu 1929 został zwolniony z zajmowanego stanowiska i oddany do dyspozycji dowódcy Okręgu Korpusu Nr IV, a z dniem 31 sierpnia tego roku przeniesiony w stan spoczynku.
W 1934, jako oficer stanu spoczynku pozostawał w ewidencji Powiatowej Komendy Uzupełnień Starogard. Posiadał przydział do Oficerskiej Kadry Okręgowej Nr VIII. Był wówczas „przewidziany do użycia w czasie wojny”.
17 listopada 1943 na cmentarzu Bródnowskim został pochowany Wilhelm Wacław Sokol (data urodzenia nieznana).

## Ordery i odznaczenia
- Krzyż Walecznych[21][22]

austriackie
- Krzyż Zasługi Wojskowej 3 klasy z dekoracją wojenną i mieczami[23]
- Srebrny Medal Zasługi Wojskowej z mieczami na wstążce Krzyża Zasługi Wojskowej[23]
- Brązowy Medal Zasługi Wojskowej z mieczami na wstążce Krzyża Zasługi Wojskowej[23]
- Krzyż Wojskowy Karola[23]